# 本行寺 (船橋市)
本行寺（ほんぎょうじ）は、千葉県船橋市旭町にある日蓮宗の寺院。山号正法山。旧本山は正中山法華経寺。達師法縁。

## 起源と歴史
寺伝によれば、創建は、室町時代の初期、嘉吉2年(1442年)に日真聖人の手で創建されたとされている。この寺は、同地域の檀那寺となっている。